# Вишнопіль (Звенигородський район)
Вишно́піль — село в Україні, у Тальнівській міській громаді, Звенигородського району Черкаської області. Розташоване біля верхів'я річки Кам'янки за 22 км на південний захід від центру громади та залізничної станції Тальне. Населення становить 760 осіб, 560 господарчих дворів.
Назва села, за переказами походить від вишневих полів, які розміщувалися поміж лісами. За іншими припущеннями — цю назву «принесли» з Поділля, де теж були однойменні населені пункти.
Село постраждало внаслідок геноциду українського народу, проведеного урядом СРСР 1932—1933, а також Голодомору 1946-1947 років.

## Історія
Перша писемна згадка про село датована 1768 роком. На той час у Вишнополі налічувалося 114 кріпацьких дворів. Однак поселення існувало задовго по писемних згадок, про що свідчать виявлені на території села залишки поселень доби бронзи та черняхівської культури.
У 1768 році жителі села брали активну участь в народно-визвольному постанні на Правобережній Україні, яке було викликане не лише гнітом панства і провокаціями московитів, а й національними утисками з боку польської шляхти.
У 1793 році село входило до Уманського повіту Київської губернії і належало магнатові Потоцькому, який у 1817 році продав його пану Пухальському. Останній виявився дуже жорсткою людиною, що нещадно експлуатував селян, жорстко карав за найменший непослух навіть дітей. У Державному історичному архіві збереглася інформація про те, що осавул Пухальського замучив до смерті дев'ятирічну дитину кріпака.
З 1859 року в селі функціонувала церковнопарафіяльна школа, яка охоплювала навчанням незначну частину селянських дітей. Лаврентій Похилевич в «Сказании о населенных местностях Киевской губернии» в 1864 році зазначив:

«Вышнополе, село при вершине ручья Камянки, в 5-ти верстах от сел Зеленькова и Каменечьяго. Жителей обоего пола 1674; земли 3087 десятин; принадлежит Владимиру Трзцинскому. Церковь Богословская, деревянная, 5-ого класса; земли имеет 60 десятин, построена 1778 года».

Наприкінці XIX століття у Вишнополі функціонували гуральня, водяний млин, дев'ять вітряків, дві крупорушки і три кузні. В 1912 році в селі нараховувалося 590 селянських господарств.
У роки першої світової війни 482 вишнопільці мобілізовано до царської армії. 
З 31 грудня 1919 по 2 січня 1920 року у Вишнополі під час Зимового походу стояв Кінний полк Чорних Запорожців Армії УНР.
Село постраждало внаслідок геноциду українського народу, проведеного окупаційним урядом СРСР 1932—1933 та 1946–1947 роках.

## Сучасність
Соціально-побутові умови населення села забезпечують загальноосвітня школа I—III ступенів, дитячий садок «Вишенька», фельдшерсько-акушерський пункт, Будинок культури, бібліотека, відділення зв'язку, філія Ощадного банку, мережа приватних магазинів.
На території сільської ради функціонують агрофірма «Байс-Агро», селянсько-фермерське господарство «Світлана».

## Відомі люди
В селі народилися:
- Балтазюк Павло Людвігович (нар. 1922) — учасник Параду Перемоги.
- Баштанюк Пелагея — народна поетеса.
- Дерещук Петро Кузьмович — український військовий діяч часів УНР, державний інспектор Запорізького корпусу Армії УНР, повстанський отаман, голова Уманського повстанкому.
- Дученко (Дудченко) Ілларіон Іванович (нар. 1922) — генерал-майор, кавалер орденів Червоного Прапору та Червоної Зірки.
- Їжакевич Іван Сидорович (6 січня (18 січня) 1864—19 січня 1962) — український живописець, письменник, графік, народний художник УРСР.
- Кондратюк В. Й. — кандидат медичних наук.
- Коханський Іван Тимофійович (1901—1937) — український учитель, письменник, журналіст.
- Кочережко Нарцис Якович — український художник і монументаліст.
- Мицик Вадим Федорович (1940—2023) — етнолог, археолог та музеєзнавець, Заслужений працівник культури України.
- Мицик Федір Олексійович (5 вересня (18 вересня) 1911—липень 1941) — український радянський поет, журналіст.
- Оверченко Дмитро Олександрович — солдат Збройних сил України, учасник російсько-української війни.
- Осипенко П. М. — генерал-лейтенант, льотчик-винищувач, командир Повітряного командування «Захід».
- Усатенко М. Ф. — заслужений учитель України.
- Франчук Карпо Якович — радянський військовий льотчик, Герой Радянського Союзу.

## Згадки у літературі
- У Вишнополі відбуваються події повістей циклу «Русалонька із 7-В» Марини Павленко.